# Nábel
Nábel (arab: نابل ; nyugati átírásokban Nabeul) település Tunéziában.

## Fekvése
Tunisztól 220 km-re, Korbától 20 km-re fekvő kisváros.

## Története

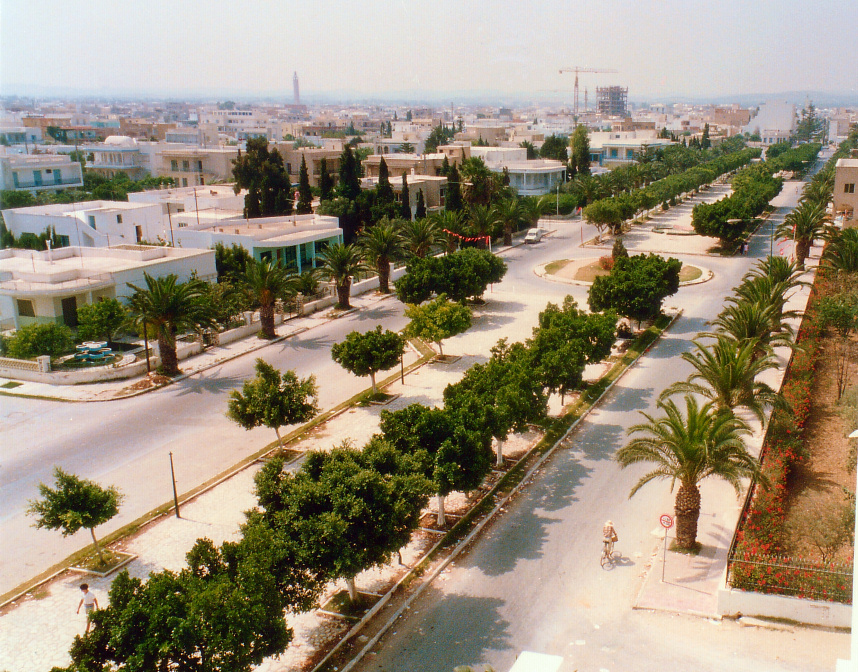
Nabeul

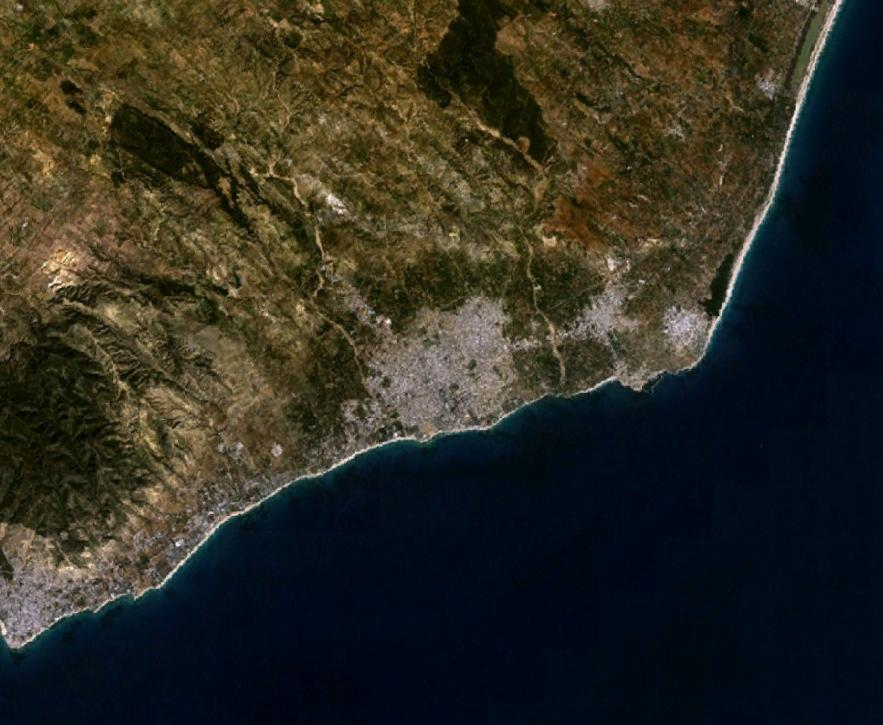
Nabeul légifelvételről

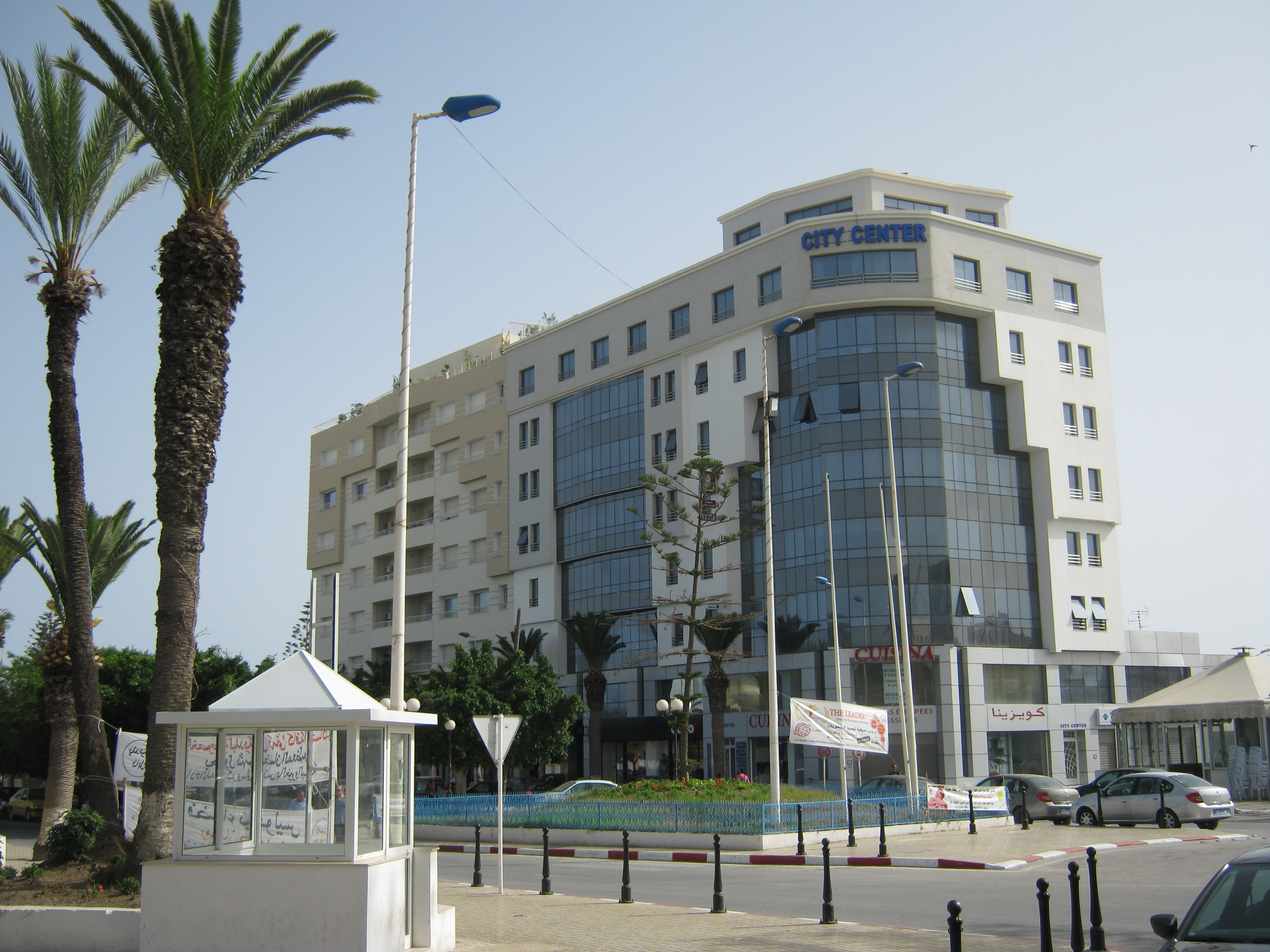
A mai Nabeul, részlet

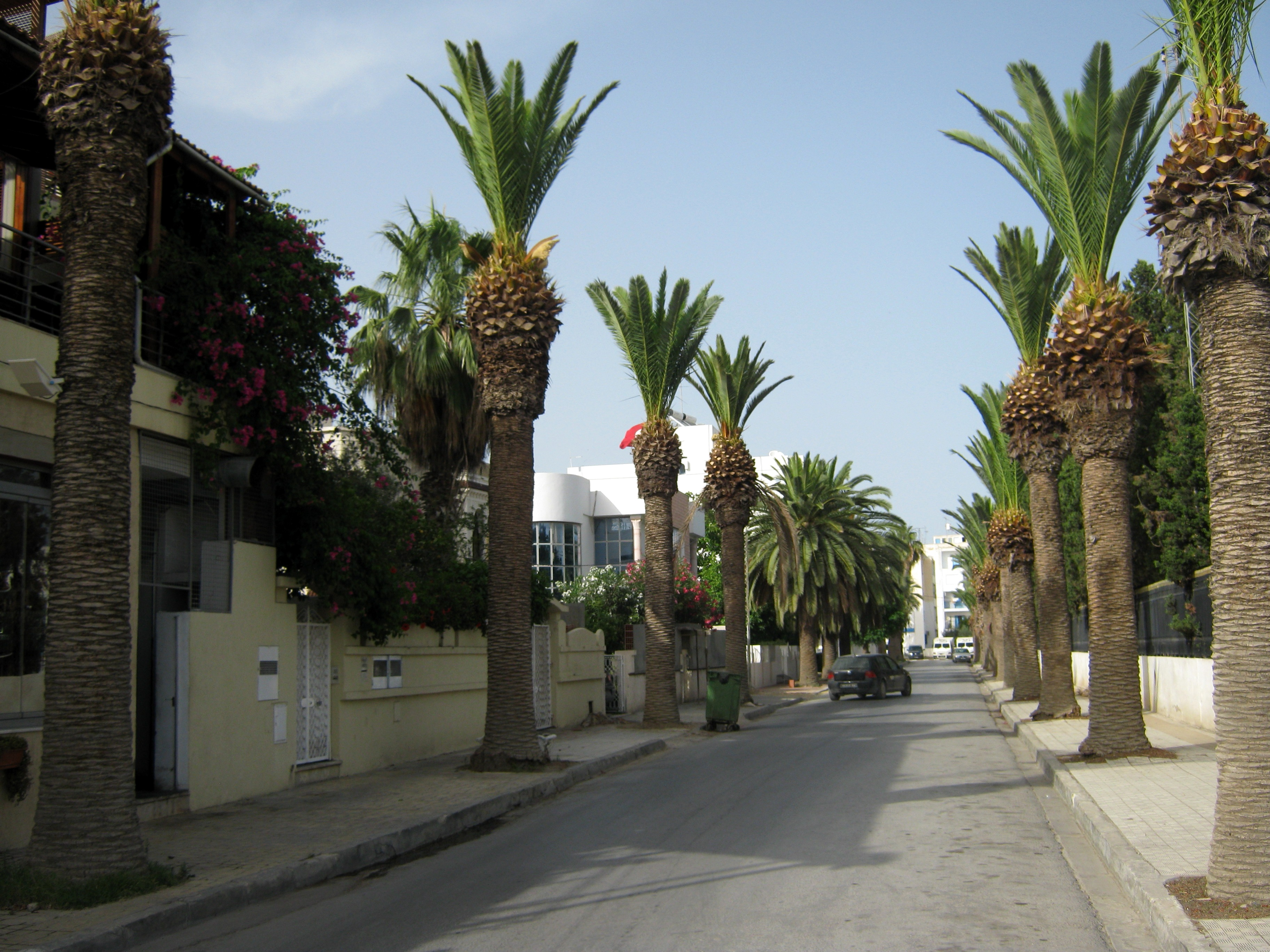
Nabeul, részlet

E helyen lakott település állt már a punok idejében is, majd a Római Birodalom idején kolóniává lett Neapolis néven. Később, a keresztény korban egyike volt Afrika első püspöki székhelyeinek. A régi korokból azonban alig maradt fenn emlék.
Mai hírét és látogatottságát elsőrendű tengerparti fürdőhelyeinek köszönheti.
A fazekasságnak a városban ősidők óta hagyományai vannak. A híres nabeuli kerámia élénk színösszeállítású, melyben a kék szín dominál, hagyományos geometriai és modernebb, állatot jelképező motívumokkal.
A város és néhány környező falu népművészete ismert még a gyékényfonásról, hímzésről, s a fonott kovácsoltvasról is.
Az illóolajok előállítása desztillációval (pl. narancsvirágból, jázminvirágból) szintén a település hagyományos tevékenységei közé tartozik. Ennek során jó minőségű illatkoncentrátumokat készítenek, melyeknek az igényes francia parfümgyártók is rendszeres vásárlói.

## Galéria

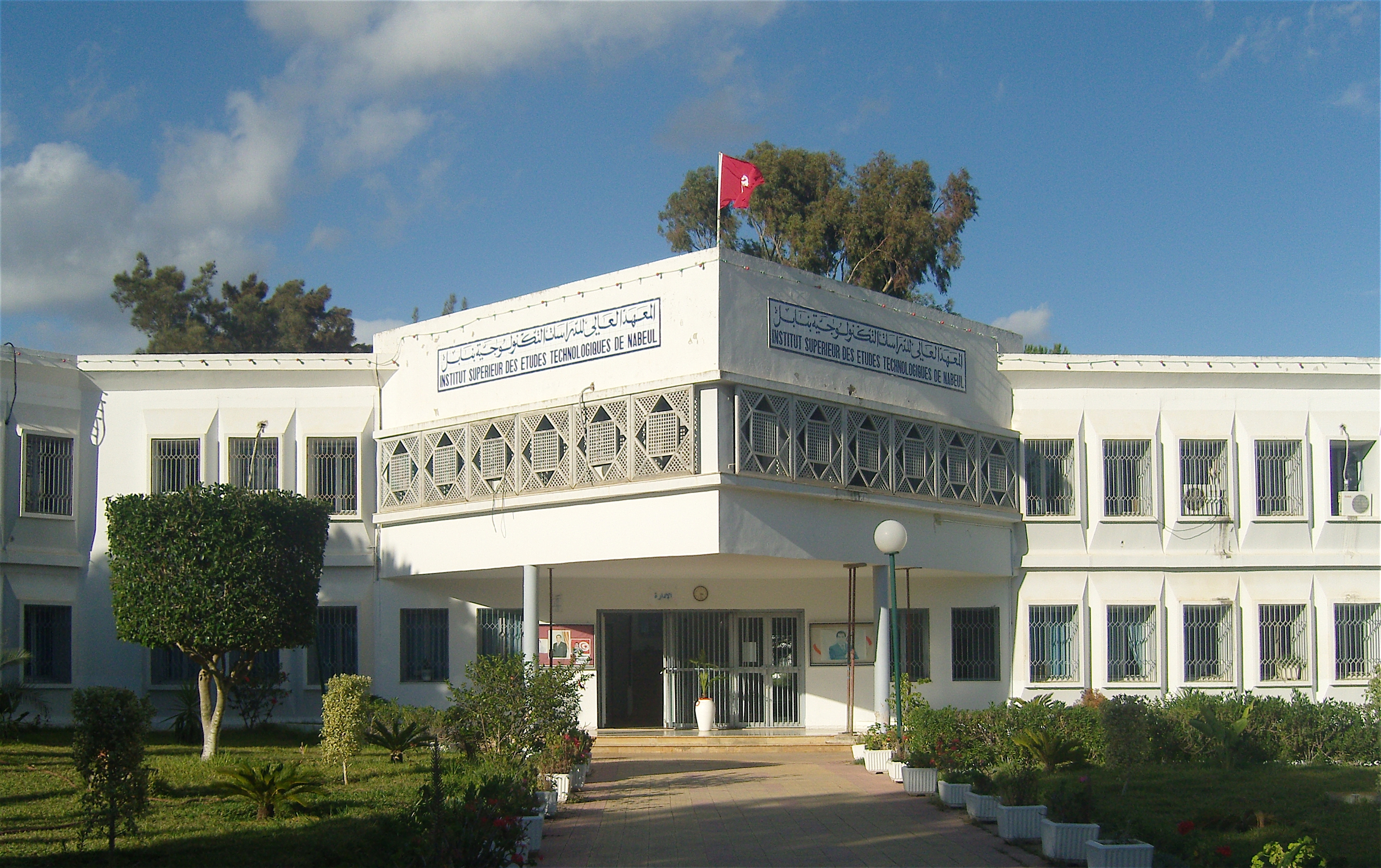
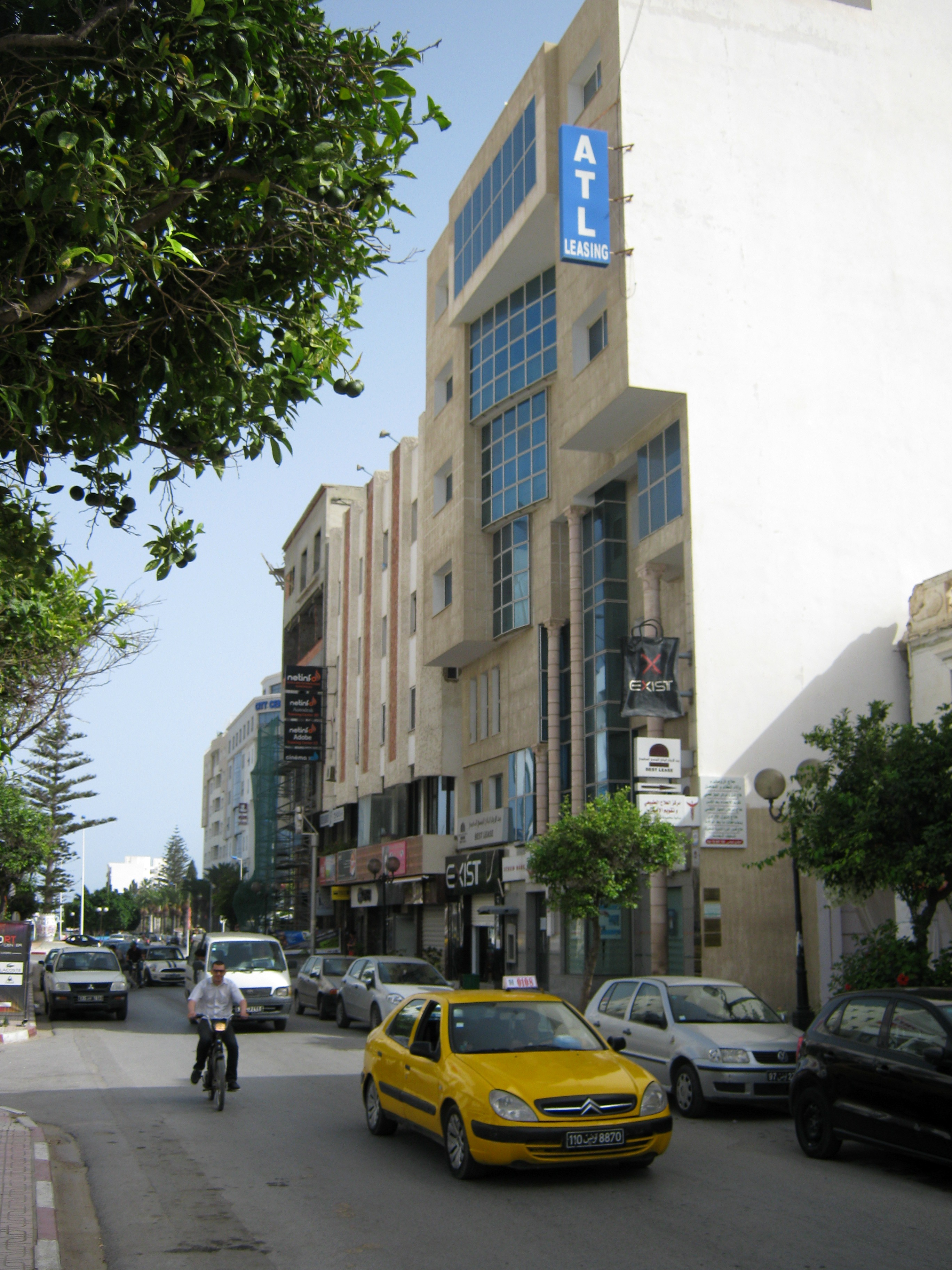
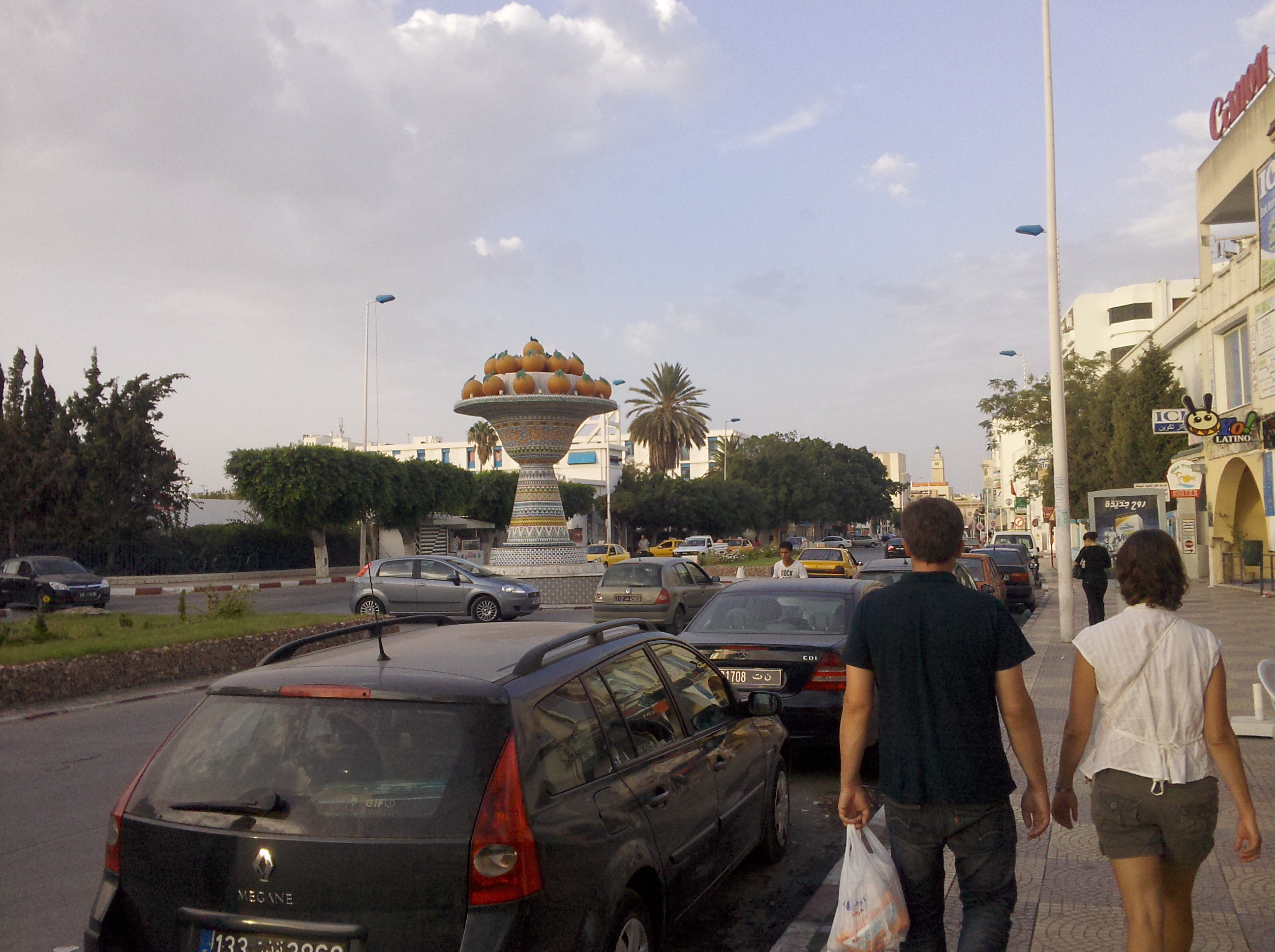
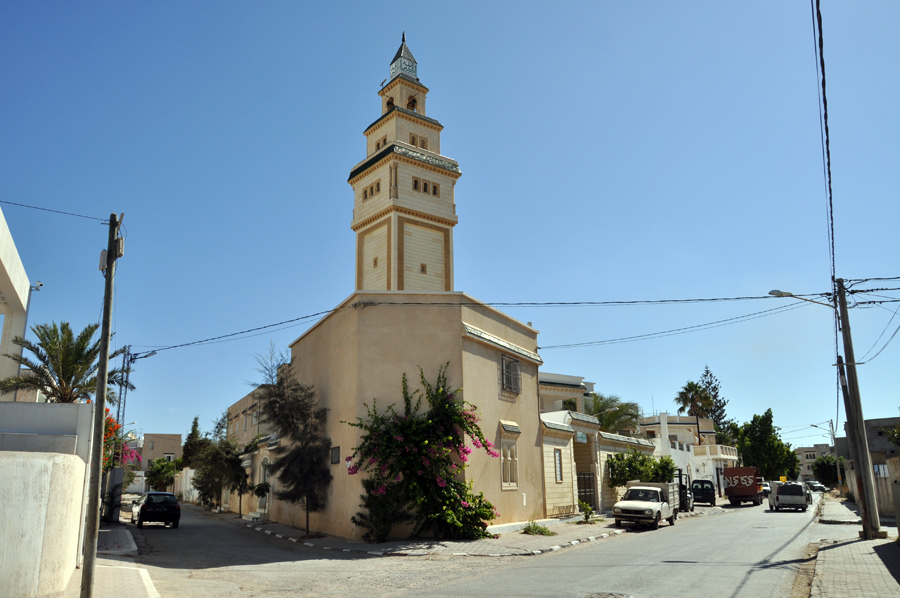
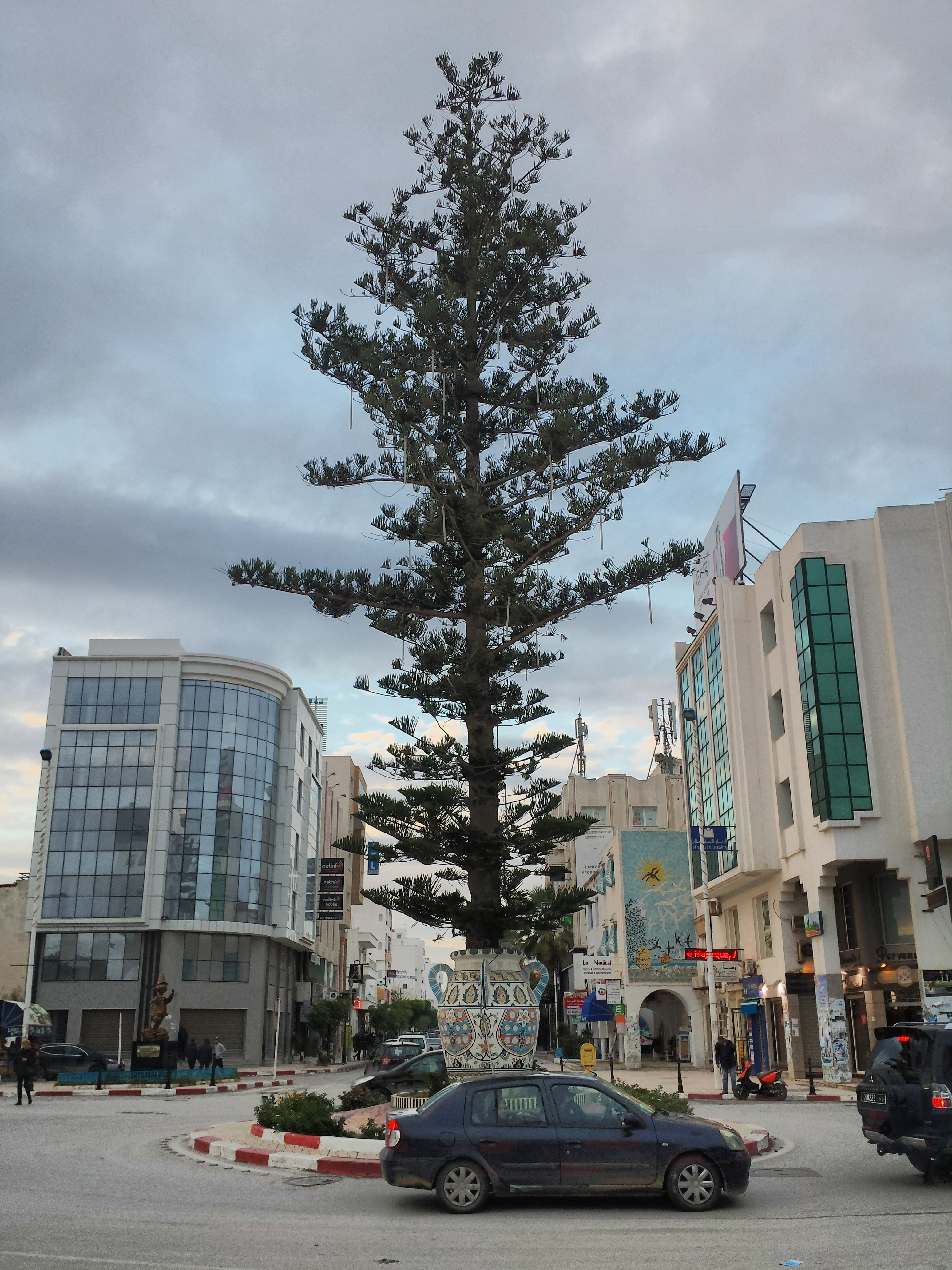
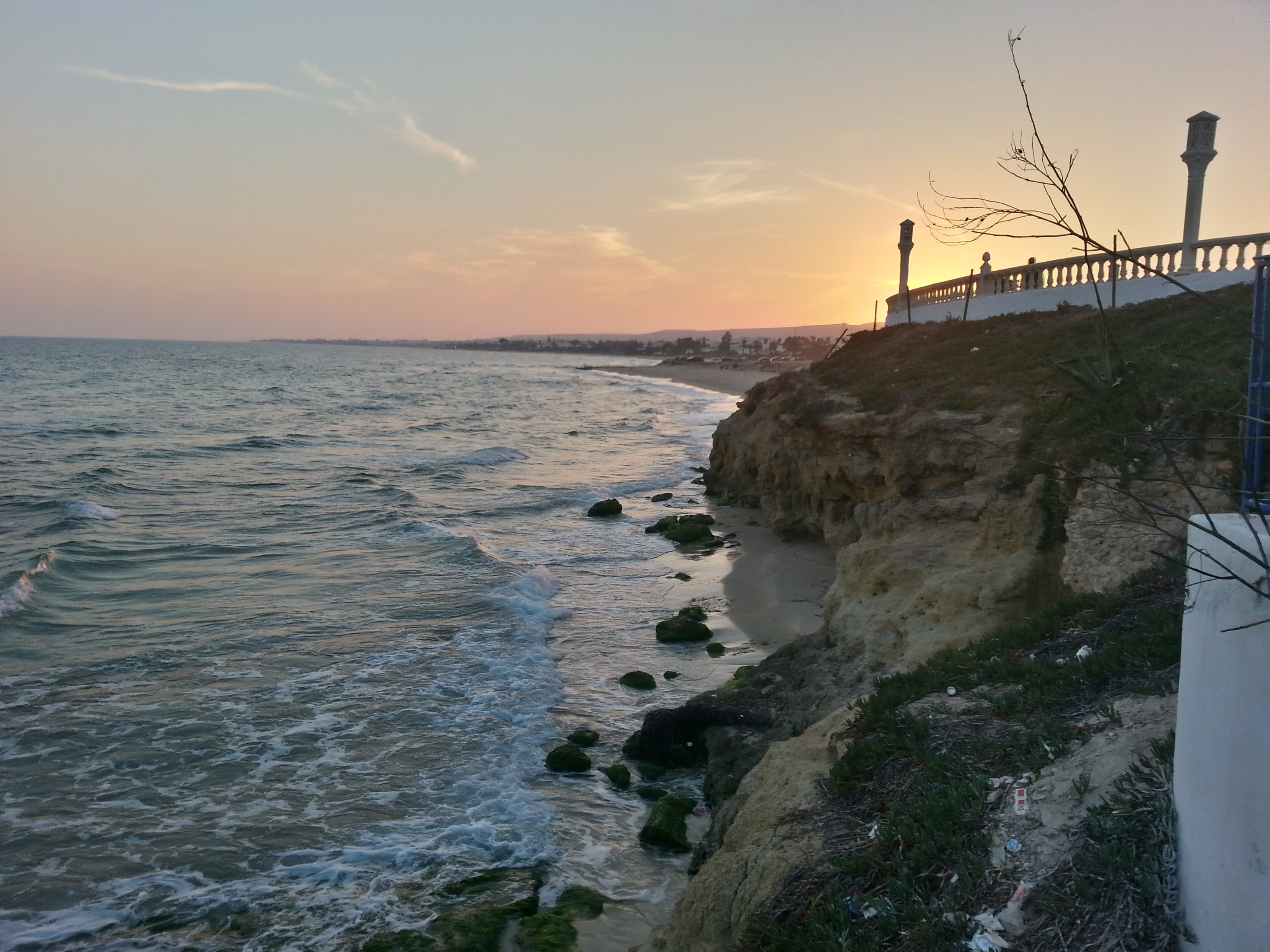
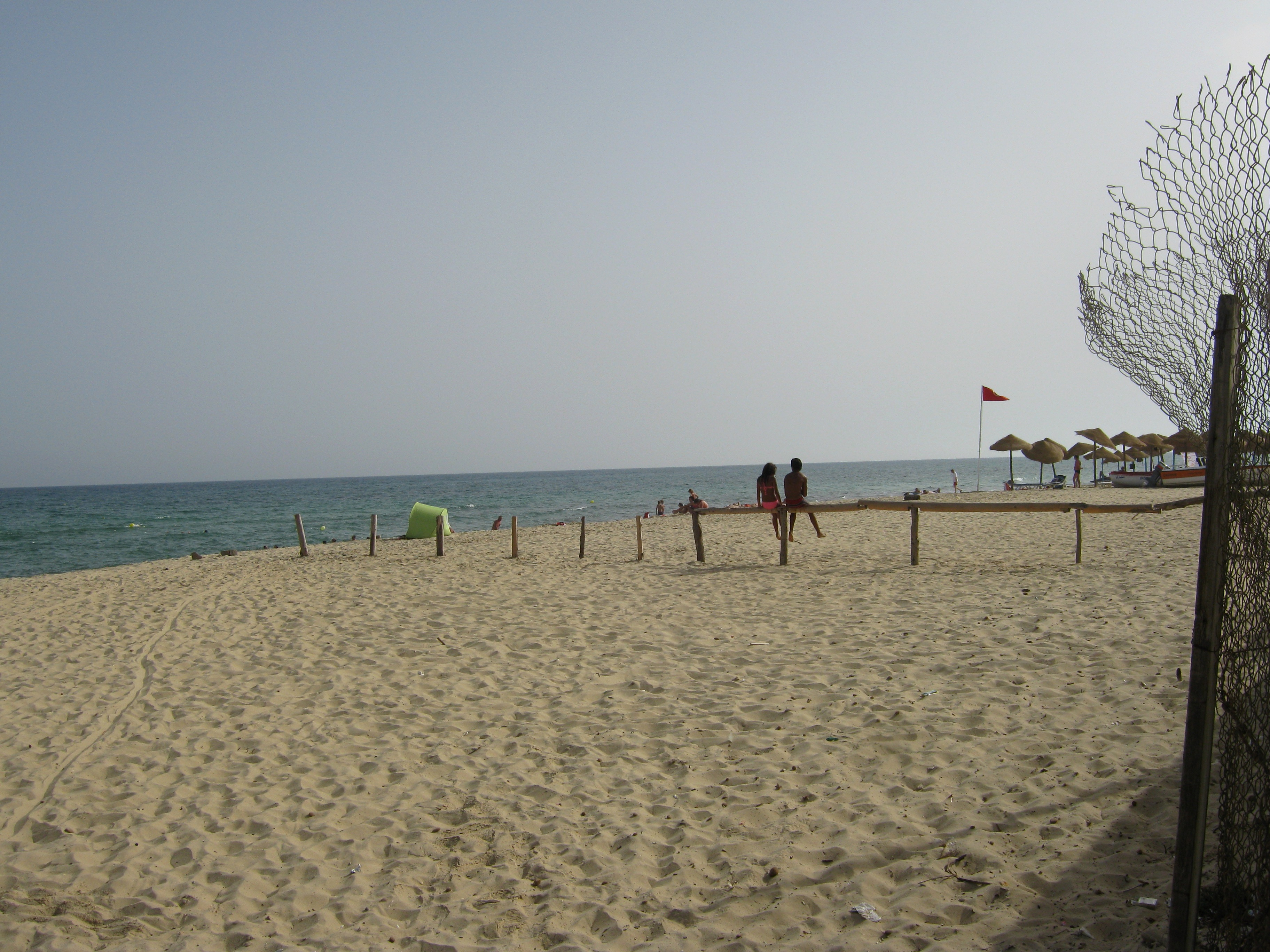
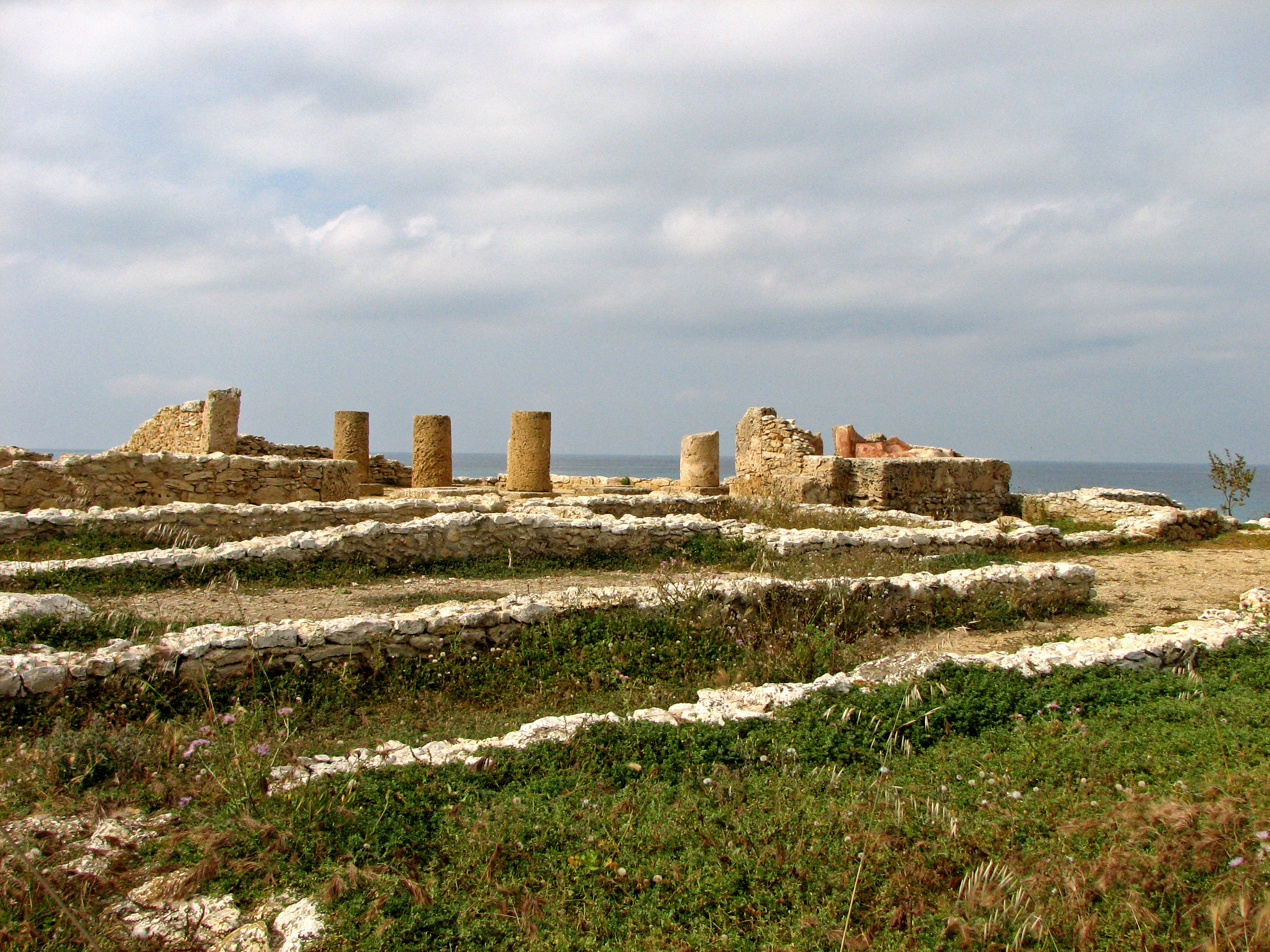
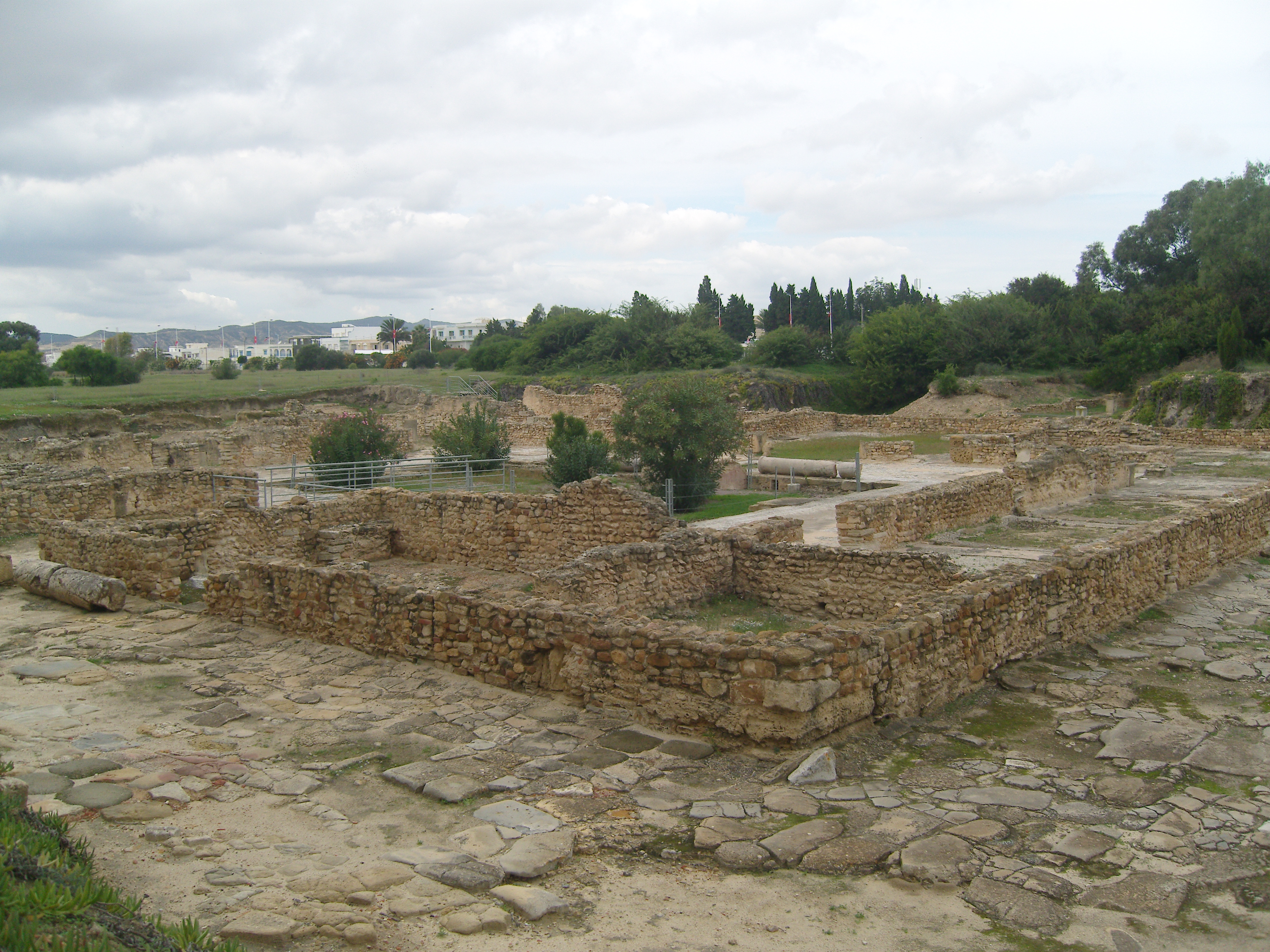
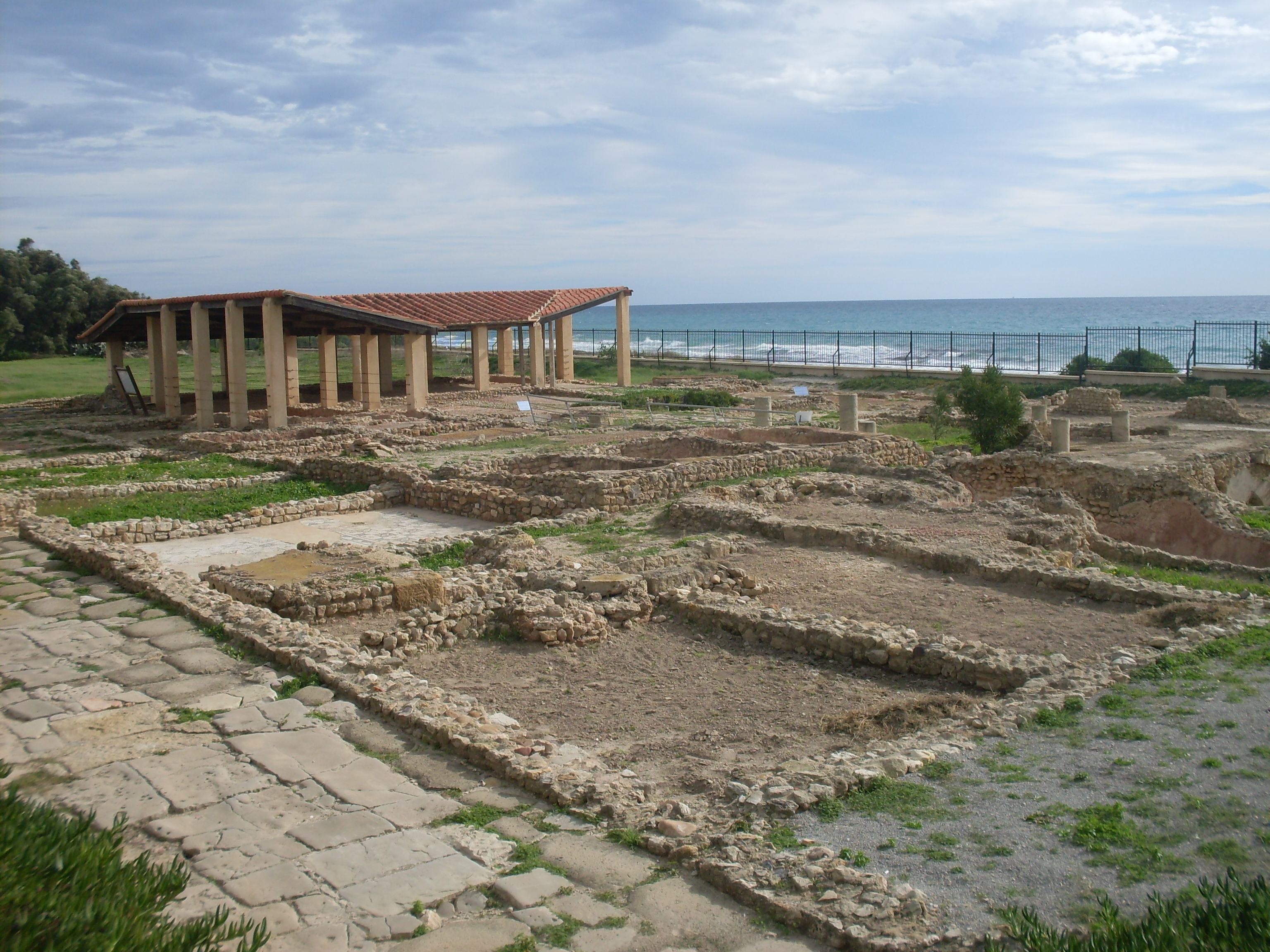
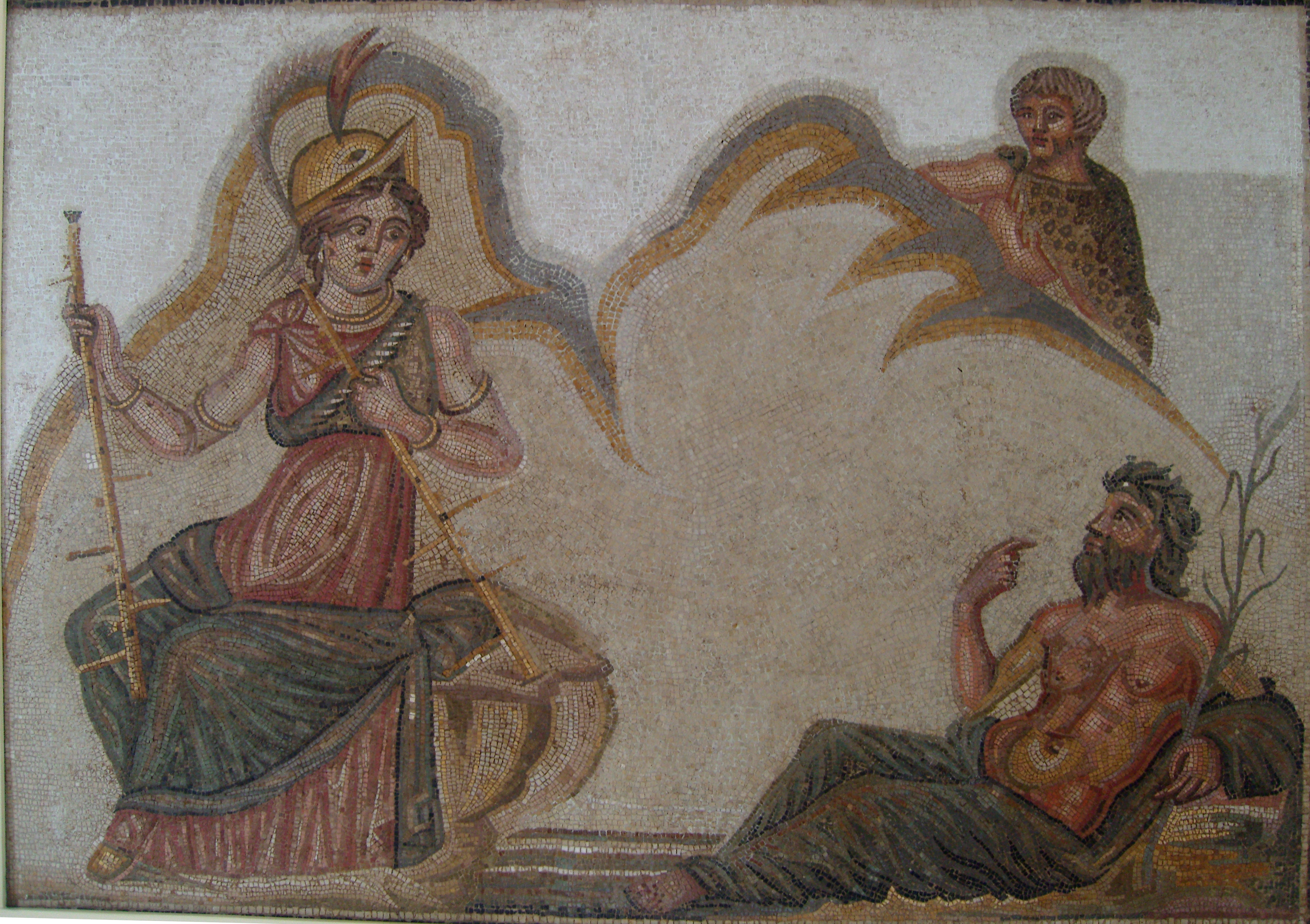
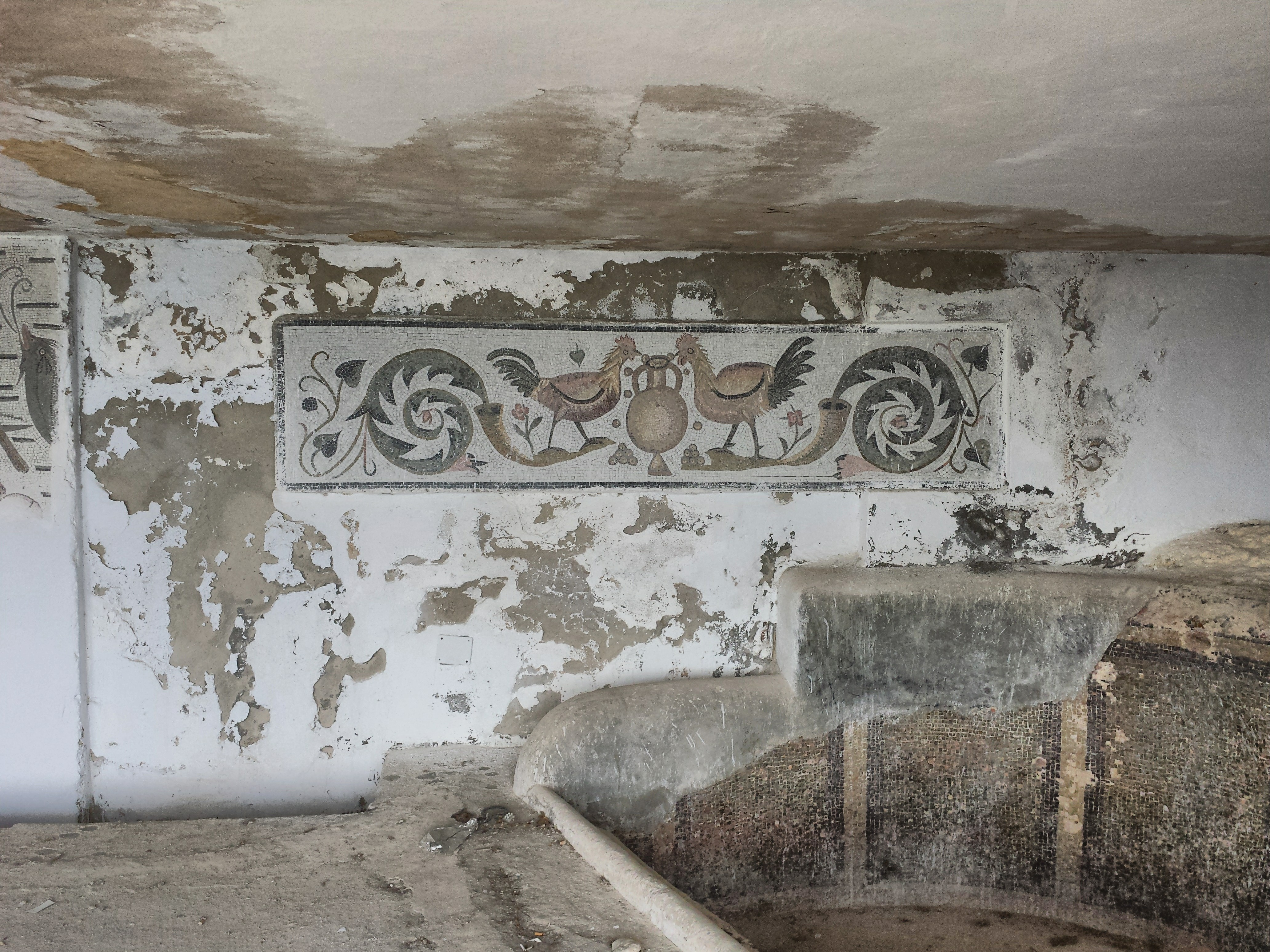
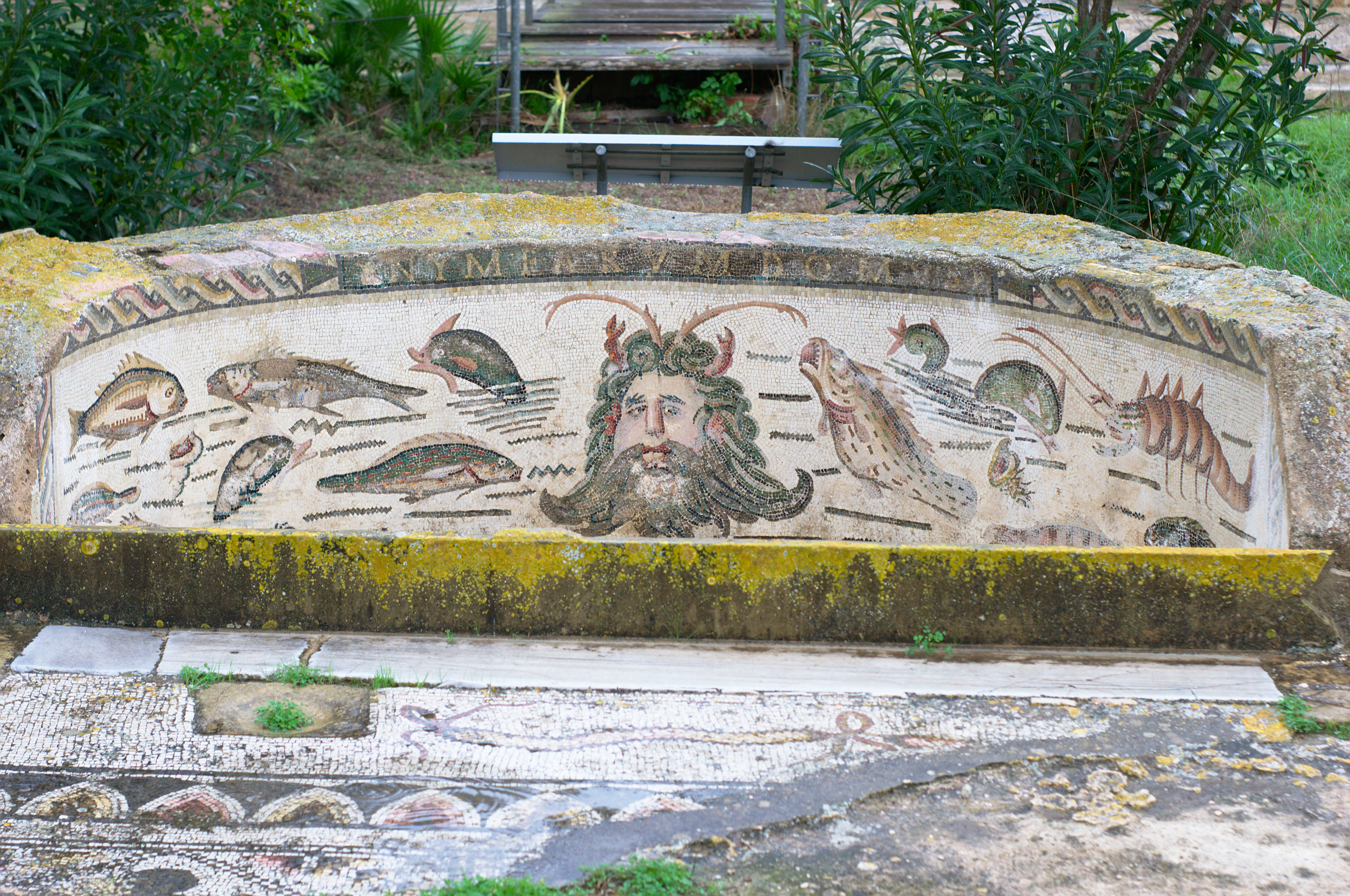
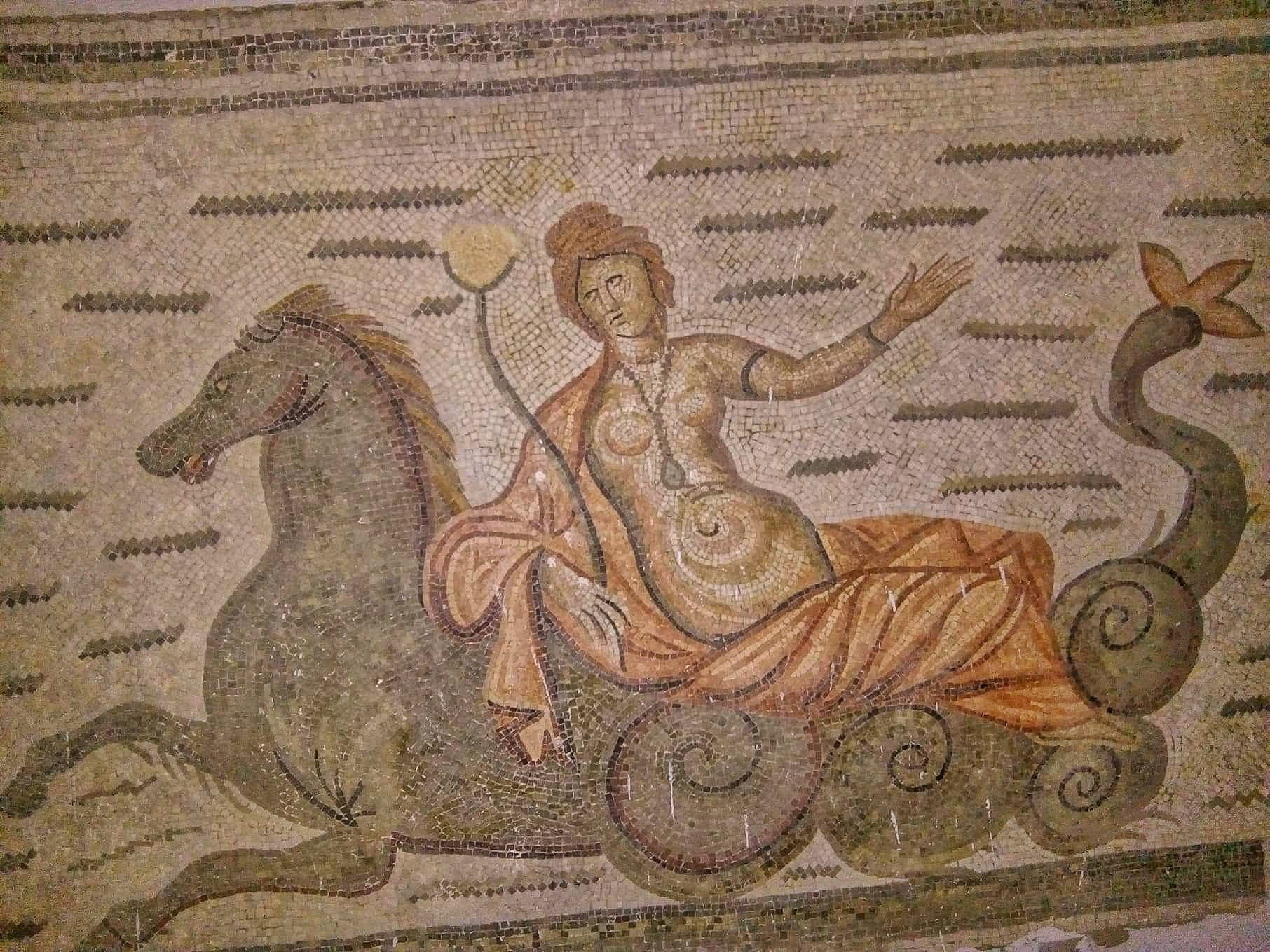
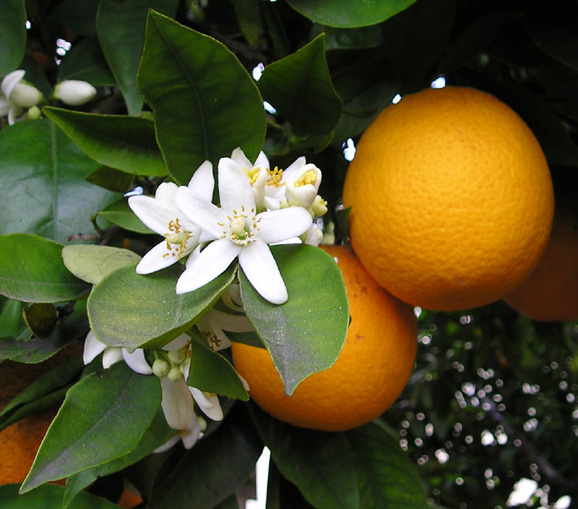
Narancsvirág és termés